# Uberaba (geslacht)
Uberaba is een geslacht van rechtvleugeligen uit de familie sabelsprinkhanen (Tettigoniidae). De wetenschappelijke naam van dit geslacht is voor het eerst geldig gepubliceerd in 1915 door Bruner.

## Soorten
Het geslacht Uberaba  is monotypisch en omvat slechts de volgende soort:
- Uberaba brevicauda (Bruner, 1915)